# 上海电影评论学会奖
上海电影评论学会奖，前称上海影评人奖，是由上海电影评论学会和上海电影资料馆于1991年联合创办的电影奖项。每年由影评人投票评选出年度十佳影片和年度最佳导演、最佳男演员、最佳女演员奖项。2016年改版后以颁发新人奖项为主。第26届起更名为“上海电影评论学会奖”。

## 历届获奖名单

### 第1届（1991年）
| 獎項     | 獲獎名單 |
| 十佳影片 | 《焦裕禄》、《北京，你早》、《我的九月》、《老店》、《兵临绝境》、《龙年警官》、《别哭，妈妈》、《血色清晨》、《假女真情》、《大气层消失》 |

### 第2届（1992年）
| 獎項     | 獲獎名單 |
| 十佳影片 | 《开天辟地》、《周恩来》、《大决战》、《过年》、《烛光里的微笑》、《筏子客》、《女性世界》、《风雨故园》、《高朋满座》、《心香》 |

### 第3届（1993年）
| 獎項     | 獲獎名單 |
| 十佳影片 | 《站直啰，别趴下》、《秋菊打官司》、《香魂女》、《阙里人家》、《大撒把》、《新龙门客栈》、《走出地平线》、《女大学生之死》、《蒋筑英》、《天堂回信》 |

### 第4届（1994年）
| 獎項       | 獲獎名單 |
| 最佳女演员 | 潘虹《股疯》 |
| 十佳影片   | 《重庆谈判》、《霸王别姬》、《无人喝彩》、《老人与狗》、《云南故事》、《都市生活》、《上一当》、《炮打双灯》、《股疯》、《沧桑梨园情》 |

### 第5届（1995年）
| 獎項       | 獲獎名單 |
| 最佳男演员 | 牛振华《背靠背，脸对脸》 |
| 十佳影片   | 《二嫫》、《背靠背脸对脸》、《红尘》、《奥菲斯小姐》、《征服者》、《你没有十六岁》、《女人花》、《留村察看》、《步入辉煌》、《红粉》 |

### 第6届（1996年）
| 獎項       | 獲獎名單 |
| 最佳导演   | 谢飞《黑骏马》 |
| 最佳女演员 | 宁静《大辫子的诱惑》 |
| 十佳影片   | 《红樱桃》、《赢家》、《黑骏马》、《阳光灿烂的日子》、《变脸》、《孤儿泪》、《大辫子的诱惑》、《天国逆子》、《混在北京》、《生死千里》 |

### 第7届（1997年）
| 獎項       | 獲獎名單 |
| 最佳导演   | 冯小宁《红河谷》 |
| 最佳编剧   | 王兴东《离开雷锋的日子》 |
| 最佳男演员 | 傅学诚《大转折》、刘佩琦《离开雷锋的日子》 |
| 最佳女演员 | 空缺 |
| 十佳影片   | 《大转折》、《红河谷》、《离开雷锋的日子》、《埋伏》、《红月亮》、《红发卡》、《离婚了，别再来找我》、《男孩女孩》、《我也有爸爸》、 《伴你到黎明》 |

### 第8届（1998年）
| 獎項       | 獲獎名單 |
| 最佳导演   | 李少红《红西服》 |
| 最佳编剧   | 陆国柱《席卷大西南》 |
| 最佳男演员 | 林连昆《鸦片战争》 |
| 最佳女演员 | 宋丹丹《红西服》 |
| 十佳影片   | 《鸦片战争》、《红西服》、《黑眼睛》、《席卷大西南》、《海之魂》、《安居》、《长征》、《周恩来外交风云》、《爱情麻辣烫》、《激情辩护》 |

### 第9届（1999年）
| 獎項       | 獲獎名單 |
| 最佳导演   | 冯小宁《黄河绝恋》、张艺谋《一个都不能少》 |
| 最佳男演员 | 冯巩《没事偷着乐》 |
| 最佳女演员 | 李琳《遥望查里拉》 |
| 特别奖     | 《挥师三江》、《伴你高飞》、《成长》 |
| 十佳影片   | 《黄河绝恋》、《一个都不能少》、《那山、那人、那狗》、《没事偷着乐》、《草房子》、《遥望查里拉》、《不见不散》、《红色恋人》、《北京人》、《网络时代的爱情》 |

### 第10届（2001年）
| 獎項       | 獲獎名單 |
| 最佳导演   | 陈国星《横空出世》、谢飞《益西卓玛》 |
| 最佳男演员 | 空缺 |
| 最佳女演员 | 巩俐《漂亮妈妈》 |
| 新人新作奖 | 张元《回家过年》 |
| 十佳影片   | 《横空出世》、《益西卓玛》、《我的父亲母亲》、《紧急迫降》、《洗澡》、《大战沪宁杭》、《说出你的秘密》、《漂亮妈妈》、《说好不分手》、《非常夏日》 |

### 第11届（2002年）
| 獎項       | 獲獎名單 |
| 最佳导演   | 宁敬武《无声的河》 |
| 最佳男演员 | 陈军《刘天华》 |
| 最佳女演员 | 奚美娟《月圆今宵》 |
| 突出成就奖 | 《生死抉择》 |
| 十佳影片   | 《刘天华》、《无声的河》、《真心》、《詹天佑》、《英雄郑成功》、《永远十九岁》、《朱拉的故事》、《兰色的爱》、《菊花茶》、《走过严冬》 |

### 第12届（2003年）
| 獎項         | 獲獎名單 |
| 最佳导演     | 赛夫、麦丽丝《天上草原》 |
| 最佳男主角   | 姜文《寻枪》 |
| 最佳女演员   | 娜仁花《天上草原》 |
| 最佳戏曲片奖 | 《生死擂》 |
| 最佳儿童片奖 | 《妈妈没有走远》 |
| 十佳影片     | 《生活秀》、《声震长空》、《寻枪》、《天上草原》、《冲出亚玛逊》、《我的兄弟姐妹》、《我的格桑梅朵》、《聊聊》、《真三人行》、《嗄达梅林》 |

### 第13届（2004年）
| 獎項       | 獲獎名單 |
| 最佳导演   | 彭小莲《美丽上海》 |
| 最佳男演员 | 李幼斌《惊涛骇浪》 |
| 最佳女演员 | 舒淇《美人草》 |
| 最佳新人   | 李敏《婼玛的十七岁》 |
| 十佳影片   | 《美丽上海》、《台湾往事》、《暖》、《惊涛骇浪》、《看车人的七月》、《手机》、《女生日记》、《天地英雄》、《地下铁》、《刻骨铭心》 |

### 第14届（2005年）
| 獎項                                  | 獲獎名單 |
| 最佳导演                              | 陆川《可可西里》 |
| 最佳男演员                            | 王洛勇《邓小平·1928》 |
| 最佳女演员                            | 张静初《孔雀》 |
| 十佳影片                              | 《可可西里》、《孔雀》、《邓小平·1928》、《枪手》、《功夫》、《美丽家园》、《一个陌生女人的来信》、《张思德》、《风起云涌》、《桃花灿烂》 |
| 上海电影杰出贡献奖                    | 张瑞芳、汤晓丹、孙道临、谢晋、秦怡、王丹凤、吴贻弓、黄蜀芹等 |
| 影响中国电影进程和 我们生活的22部电影 | 《渔光曲》、《神女》、《马路天使》、《一江春水向东流》、《小城之春》、《万家灯火》、《我这一辈子》、《南征北战》、《祝福》、《早春二月》、《五朵金花》、《天云山传奇》、《人到中年》、《城南旧事》、《人·鬼·情》、《黄土地》、《红高粱》、《老井》、《霸王别姬》、《阳光灿烂的日子》、《英雄》、《手机》 |

### 第15届（2006年）
| 獎項       | 獲獎名單 |
| 最佳导演   | 陈可辛《如果·爱》 |
| 最佳男演员 | 陈坤《理发师》 |
| 最佳女演员 | 朱媛媛《天狗》 |
| 十佳影片   | 《理发师》、《天狗》、《千里走单骑》、《求求你，表扬我》、《芳香之旅》、《太行山上》、《看上去很美》、《青红》、《头文字D》、《大山深处的保尔》 |

### 第16届（2007年）
| 獎項       | 獲獎名單 |
| 最佳导演   | 尹力《云水谣》 |
| 最佳男演员 | 周杰伦《满城尽带黄金甲》 |
| 最佳女演员 | 斯琴高娃《姨妈的后现代生活》 |
| 十佳影片   | 《东京审判》、《云水谣》、《马背上的法庭》、《三峡好人》、《圆明园》、《泥鳅也是鱼》、《满城尽带黄金甲》、《父子》、《好奇害死猫》、《姨妈的后现代生活》 |

### 第17届（2008年）
| 獎項       | 獲獎名單 |
| 最佳导演   | 冯小刚《集结号》 |
| 最佳男演员 | 李连杰《投名状》 |
| 最佳女演员 | 苗圃《樱桃》 |
| 十佳影片   | 《集结号》、《投名状》、《长江七号》、《立春》、《我叫刘跃进》、《东方大港》、《勇士》、《左右》、《樱桃》、《五颗子弹》 |

### 第18届（2009年）
| 獎項       | 獲獎名單 |
| 最佳导演   | 魏德圣《海角七号》 |
| 最佳男演员 | 吴刚《铁人》 |
| 最佳女演员 | 周迅《李米的猜想》 |
| 十佳影片   | 《铁人》、《高考1977》、《梅兰芳》、《叶问》、《赤壁》（下）、《海角七号》、《非诚勿扰》、《拉贝日记》、《筑梦2008》、《李米的猜想》 |

### 第19届（2010年）
| 獎項       | 獲獎名單 |
| 最佳导演   | 陈国富、高群书《风声》 |
| 最佳男演员 | 甄子丹《十月围城》、《锦衣卫》 |
| 最佳女演员 | 赵薇《花木兰》《锦衣卫》 |
| 新人新作奖 | 蒋雯丽《我们天上见》 |
| 十佳影片   | 《建国大业》、《风声》、《十月围城》、《玄奘大师》、《锦衣卫》、《杜拉拉升职记》、《窃听风云》、《我的唐朝兄弟》、《可爱的中国》、《白银帝国》 |

### 第20届（2011年）
| 獎項       | 獲獎名單 |
| 最佳导演   | 顾长卫《最爱》 |
| 最佳男演员 | 姜文《关云长》 |
| 最佳女演员 | 章子怡《最爱》 |
| 最佳新人   | 周冬雨《山楂树之恋》 |
| 十佳影片   | 《唐山大地震》、《最爱》、《赵氏孤儿》、《山楂树之恋》、《狄仁杰之通天帝国》、《让子弹飞》、《观音山》、《康定情歌》、《喜羊羊与灰太狼之兔年顶呱呱》、《日照重庆》 |

### 第21届（2012年）
| 獎項       | 獲獎名單 |
| 最佳导演   | 许鞍华《桃姐》 |
| 最佳男演员 | 陈坤《钱学森》 |
| 最佳女演员 | 倪妮《金陵十三钗》 |
| 十佳影片   | 《桃姐》、《钢的琴》、《那些年，我们一起追的女孩》、《辛亥革命》、《金陵十三钗》、《大闹天宫3D》、《失恋33天》、《赛德克·巴莱》、《雪花秘扇》、《转山》 |

### 第22届（2013年）
| 獎項         | 獲獎名單 |
| 最佳导演     | 冯小刚《一九四二》 |
| 最佳男演员   | 张国立《一九四二》 |
| 最佳女演员   | 汤唯《北京遇上西雅图》 |
| 导演新人奖   | 赵薇《致我们终将逝去的青春》、徐峥《人再囧途之泰囧》 |
| 评委会特别奖 | 《万箭穿心》 |
| 十佳影片     | 《一九四二》、《致我们终将逝去的青春》、《北京遇上西雅图》、《人再囧途之泰囧》、《寒战》、《一代宗师》、《画皮2》、《白鹿原》、《听风者》、《十二生肖》 |

### 第23届（2014年）
| 獎項             | 獲獎名單 |
| 第23届（2014年） | |
| 最佳导演         | 宁浩《无人区》 |
| 最佳男演员       | 廖凡《白日焰火》 |
| 最佳女演员       | 巩俐《归来》 |
| 最佳新人         | 阿旺仁青《西藏天空》 |
| 十佳影片         | 《归来》、《西藏天空》、《白日焰火》、《全民目击》、《团圆》、《激战》、《无人区》、《盲探》、《同桌的你》、《毛泽东与齐白石》 |